# Fougax-et-Barrineuf
 Fougax-et-Barrineuf  là một xã ở tỉnh Ariège, thuộc vùng Occitanie ở phía tây nam nước Pháp.